# Гипогенитализм
Гипогенитализм (англ. hypogenitalism) — это недостаточное развитие или значительное снижение функции половых желез. Гипогенитализм может быть обусловлен внутриутробными пороками развития полового аппарата или поражением гипоталамо-гипофизарной системы. Различают врожденный, ранний (допубертатный) и поздний (постпубертатный) гипогенитализм. Врожденный и ранний гипогенитализм характеризуются задержкой закрытия эпифизарных зон роста, непропорциональным удлинением конечностей при укороченном туловище и общим увеличением роста (см. Евнухоидизм). При позднем гипогенитализме рост и пропорции тела остаются нормальными, отмечается лишь некоторая атрофия полового аппарата и молочных желез (у женщин), снижается половое чувство. Лечение главным образом гормональное. Развитие гипогенитализма также характерно для синдрома Лоренса-Леви и синдрома Бергманна. 
Гипогенитализм — недоразвитие полового аппарата. Первично возникает при врожденных пороках половых желез и органов, возрастной атрофии их в период климакса, в результате генитальных и влагалищных инфекций с локальным поражением яичек, вторично — в результате расстройств головного и спинного мозга, при поражениях различных эндокринных желез.